# Kościół św. Floriana w Jedlcu
Kościół świętego Floriana w Jedlcu – rzymskokatolicki kościół parafialny należący do parafii pod tym samym wezwaniem (dekanat Gołuchów diecezji kaliskiej).
Jest to świątynia wzniesiona w latach 1745–53. Ufundowana została przez starostę liwskiego Mikołaja Chlebowskiego. Pod koniec XIX wieku została dobudowana zakrystia. Restaurowano ją w 1995 roku i w latach 2013–15.

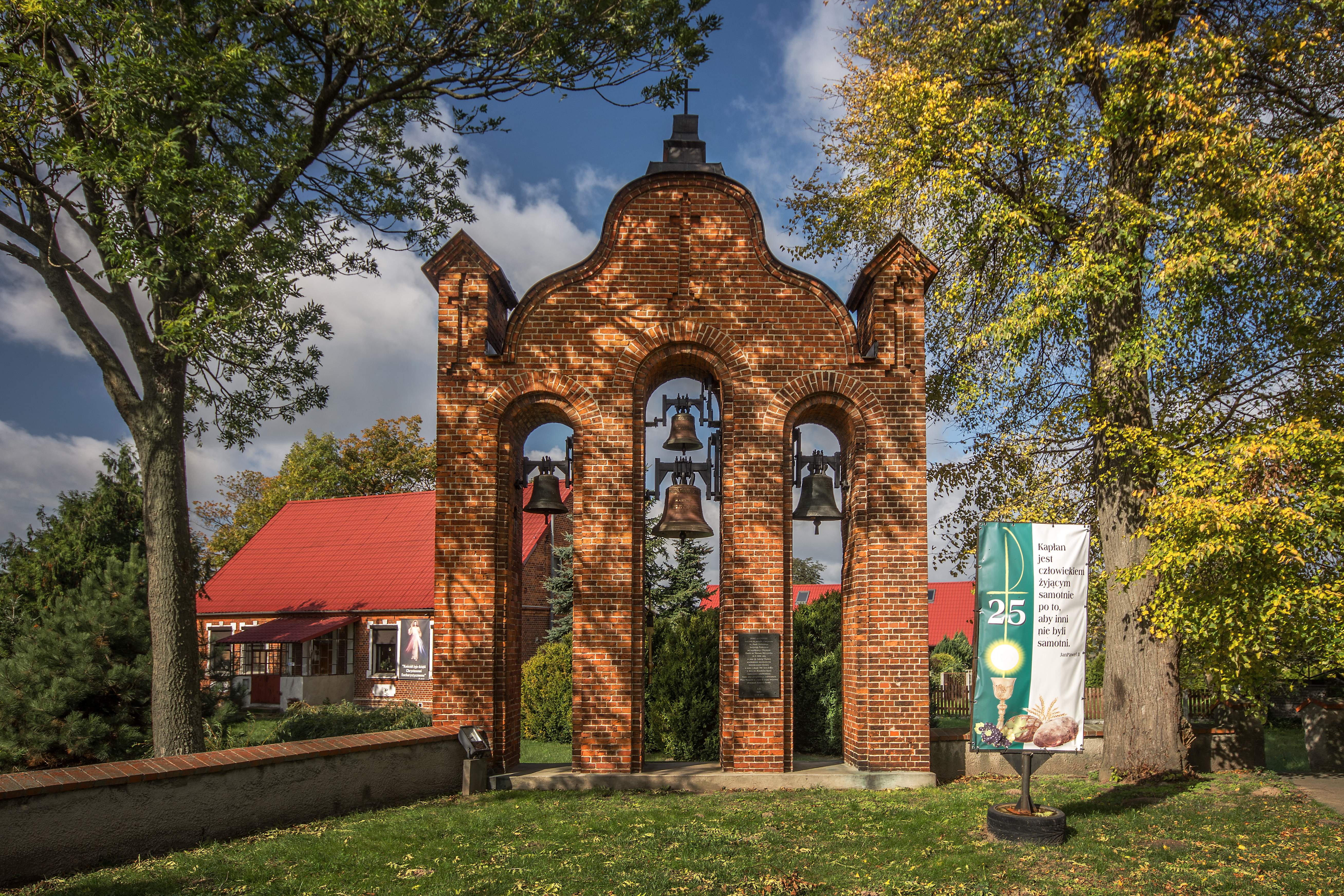
Dzwonnica

Budowla jest szachulcowa, jednonawowa, wzniesiona została w konstrukcji słupowo-ramowej wypełnionej cegłą i gliną. Świątynia jest orientowany, salowa, nie posiada wydzielonego prezbiterium z nawy i zamknięta jest trójbocznie. Z boku nawy umieszczona jest kruchta ze sterczyną z datą „1753”. Od frontu znajduje się wieża drewniana konstrukcji słupowej. Zwieńcza ją blaszany dach hełmowy z latarnią. Dach kościoła jest jednokalenicowy, pokryty dachówką, na dachu umieszczona jest kwadratowa wieżyczka na sygnaturkę nakryta blaszanym dachem hełmowym z latarnią. Wnętrze nakryte jest stopem płaskim z fasetą obejmującym nawę i prezbiterium. Chór muzyczny jest podparty dwoma słupami, w części środkowej jest ozdobiony wystawką, na chórze znajduje się prospekt organowy rokokowy, wykonany w 2 połowie XVIII wieku. Polichromia na stropie i fasecie została wykonana w 1977 roku przez Teodora Szukałę. Ołtarz główny i dwa ołtarze boczne w stylu rokokowym pochodzą z około połowy XVIII wieku. Ambona, kropielnica reprezentują styl rokokowy i powstały w 2 połowie XVIII wieku. Chrzcielnica rokokowa w formie rajskiego drzewa została wykonana w XVIII wieku.